# NGC 6339
NGC 6339 (również PGC 60003 lub UGC 10790) – galaktyka spiralna z poprzeczką (SBcd), znajdująca się w gwiazdozbiorze Herkulesa. Odkrył ją Lewis A. Swift 21 kwietnia 1887 roku.